# Rui Facó
Œuvres principales
- Cangaceiros e Fanáticos (posthume, 1963)

Rui Facó (Beberibe, État du Ceará, Brésil, le 4 octobre 1913 — Cordillère des Andes, Pérou, le 15 mars 1963) était un journaliste, avocat, écrivain et militant communiste brésilien.
Après une jeunesse passée dans une petite ville nordestine et à Fortaleza, Rui Facó s’engagea dans le militantisme et le journalisme politique aux côtés du Parti communiste brésilien. Après un séjour à Salvador, où il acheva ses études de droit et eut à subir la répression de l’Estado Novo, il s’installa, la guerre terminée, dans la capitale Rio de Janeiro, où (après un intermède en URSS, pour y travailler à Radio Moscou) il devint l’un des grands reporters de Novos Rumos, nouvel hebdomadaire destiné à incarner la nouvelle orientation politique du PCB après les révélations de Khrouchtchev sur la période stalinienne. Rui Facó périt dans un accident d’avion, dans la cordillère des Andes, lors d’un périple qu’il avait entrepris à travers l’Amérique du Sud en vue d’une série de reportages. Son principal ouvrage, Cangaceiros e Fanáticos, qui parut après sa mort mais auquel il avait eu le temps de mettre la dernière main, tente d’appliquer une grille d’interprétation marxiste-léniniste à divers phénomènes nordestins de l’ère moderne, tels que les mouvements millénaristes et certaines formes particulières de banditisme rural.

## Biographie

### Beberibe
Né le 4 octobre 1913, Rui Facó avait pour parents Gustavo Facó et Antonieta Facó, qui étaient cousin et cousine, comme cela était courant dans les campagnes du Nordeste, où les familles les plus traditionnelles répugnaient aux mélanges. Il était l’aîné d’une vaste fratrie : Plínio et Pedro, les frères suivants, s’en furent plus tard s’établir en Amazonie, à la recherche de jours meilleurs, d’où ils ne devaient plus jamais revenir, victimes, suppose-t-on, de maladies tropicales ; Gustavo, le quatrième enfant, appelé Itá, émigra vers Rio de Janeiro, où il sera des années après et pendant longtemps l’interlocuteur et l’admirateur de Rui ; ensuite vinrent au monde Heitor, Eurípedes, Paulo, puis un autre Paulo qui mourut encore bébé ; Maria do Carmo, également morte enfant, Maria Antonieta, Ana (en 1926), qui fera figure de mémorialiste de la famille et de son frère Rui ; et enfin le dernier-né, Hélio, qui, jeune encore, succomba à un cancer. 
Antonieta, la mère, était austère, très énergique, mais maternante. Gustavo, le père, exploitait essentiellement une plantation de canne à sucre, accessoirement cultivait du manioc et du millet. Quoique la canne fût la principale source de revenus pour la famille, le père n’avait pas, au contraire de la plupart de ses collègues, de moulin à sucre (engenho), et avait recours principalement au moulin situé dans un domaine détenu par un membre de la famille de Rachel de Queiroz. De la canne l’on tirait surtout la rapadura (ou panela) et une eau-de-vie de canne appelée cachaça. L’exploitation du père comprenait en outre un petit troupeau. Toutes les activités se concentraient sur le domaine même. Le père construisit dans le jardin une cabane à farine, où l’on laissait mûrir le manioc et se transformer en ses différents dérivés ; la récolte de ceux-ci donnaient lieu à festivités, les farinades.
Rui Facó passa toute son enfance et son adolescence à Beberibe, petite ville côtière du Ceará, dans le nord-est du Brésil, à 73 km de la capitale d’État Fortaleza. Beberibe resta relativement isolé jusque dans les années 1960, quand fut enfin aménagée la grande route de Fortaleza. Dans les années 1930 à 1950, en particulier en hiver, le voyage pour Fortaleza relevait de l’aventure : il fallait d’abord traverser à cheval la zone marécageuse le long du fleuve rio Choró (pt) jusqu’à la ville de Cascavel proche, et là, prendre le car pour Fortaleza. En périodes de crues, il fallait faire usage d’un canot pour parvenir à Cascavel, municipalité dont Beberibe faisait autrefois partie. Le déplacement de Cascavel à Fortaleza durait quasiment une journée entière. L’électricité ne fut installée à Beberibe que dans la seconde moitié des années 1960.

### Fortaleza

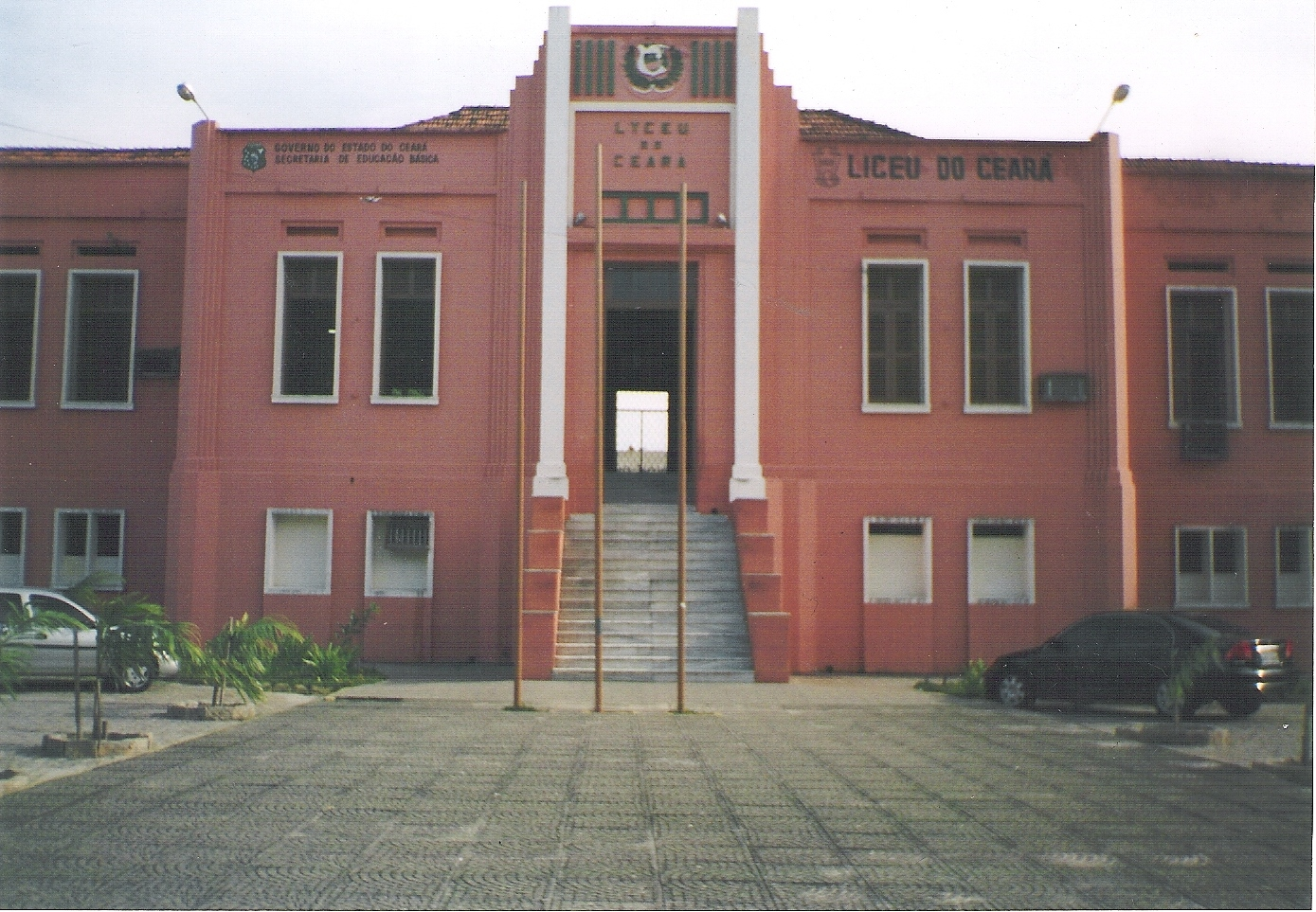
Le lycée de Fortaleza, où Rui Facó fit ses études secondaires.

En 1927, Rui Facó, âgé alors de 14 ans, s’en alla à la capitale céarienne Fortaleza pour y faire ses études secondaires au Lycée du Ceará (actuel Colégio Estadual Liceu do Ceará). Issu d’une famille peu fortunée de la classe moyenne, il dut, aussitôt après avoir quitté le collège, commencer à travailler pour payer la poursuite de ses études. C’est ainsi que, fort jeune encore, il entra dans la rédaction du quotidien O Unitário de Fortaleza. Mais dès 1929 déjà, à l’âge de seulement 16 ans, il s’était essayé au journalisme en travaillant pour A Folha do Povo do Ceará (la Feuille du peuple du Ceará). 
En 1935, il s’inscrivit à la faculté de droit de Fortaleza, mais davantage pour satisfaire sa famille, désireuse de le voir se diplômer, que par inclination. Comme étudiant et journaliste, il établit des contacts avec le milieu intellectuel de sa région natale, où se faisait jour déjà un certain bouillonnement, avec quelques personnalités de valeur, tels que Rachel de Queiroz (de trois ans son aînée) et Jáder Moreira de Carvalho (pt). Il s’adonna bientôt à l’activité politique et se détermina clairement dès cette époque sur l’échiquier politique en devenant membre du Parti communiste brésilien. 
Le début de son engagement politique et de son activité intellectuelle coïncida avec les événements qui secouèrent le Brésil en 1935. La menace de la vague fasciste qui déferlait à travers le monde et atteignit aussi le Brésil sous les espèces du Mouvement intégraliste, était nettement perçue par la jeunesse universitaire en général et par Rui Facó en particulier, qui vécut intensément l’agitation de ces années-là et travailla, au milieu de l’âpre lutte anti-impérialiste et démocratique de cette époque, à construire sa propre conscience politique et idéologique. C’était l’époque également où les intellectuels rejoignaient en masse les rangs du mouvement révolutionnaire, même s’ils seront peu à demeurer fidèles et cohérents dans les années suivantes, quand la terreur estado-noviste viendra s’abattre sur le Brésil ; Rui Facó fut de ceux-là, ce qui lui coûta le sacrifice de devoir s’éloigner de ses amis et de sa famille, la défaite du mouvement anti-impérialiste de 1935 et les persécutions subséquentes le contraignant en effet à quitter son Ceará natal pour l’État de la Bahia, sans que pour autant il reniât rien de sa vie antérieure. Ce qui détermina son choix de Bahia est le fait que son oncle, le capitaine João Facó, frère de sa mère Antonieta et aussi frère du général Edgard Facó, était à Salvador secrétaire à la sécurité (en port. Secretário de Segurança) et ami du puissant politicien Juracy Magalhães (pt), alors gouverneur de la Bahia.

### Salvador

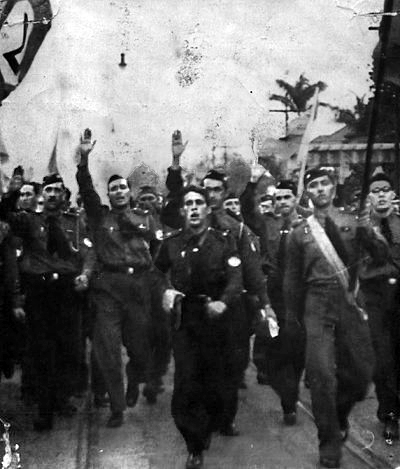
Manifestation intégraliste, dont les participants font le typique salut intégraliste, appelé « Anauê ».

Rui Facó n’avait accompli que sa première année de droit à Fortaleza au moment où il déménagea en 1936 pour Salvador. Il poursuivit son cursus à la faculté de droit libre de Bahia (Faculdade de Livre Direito da Bahia), tout en complétant sa formation de journaliste. Ladite école de droit hébergeait le plus important noyau de militants communistes de l’État bahianais, à côté d’une autre grande cellule à la faculté de médecine et un autre petit groupe à l’école polytechnique (il s’agissait d’autant d’établissements autonomes, non encore regroupés au sein d’une même université). Il s’y lia d’amitié avec Armênio Guedes, membre du parti communiste brésilien et frère de sa future épouse Júlia Guedes. Rui Facó et Armênio Guedes faisaient partie du même groupe d’intellectuels et se voyaient quotidiennement, cependant que le parti s’organisait. Le fait que le gouverneur Juracy Magalhães était plutôt favorable à la lutte contre l’intégralisme facilitait quelque peu l’activité de Rui Facó et de ses compagnons, qui eût été plus difficile dans d’autres États brésiliens tels que le Pernambouc, Rio de Janeiro, ou São Paulo, qui étaient en proie à une forte violence. 
Rui Facó, dès son arrivée à Bahia, poursuivit donc son action militante, chez lui fortement liée à l’activité journalistique, à titre professionnel ou non. Il travailla pour le groupe de presse Diários Associados, d’abord au journal Estado da Bahia, auquel collaboraient un grand nombre de communistes. C’est à cette époque qu’il acquit une notoriété comme journaliste et écrivain et que se manifestera sa grande vocation de reporter. 
En novembre 1937 eut lieu le coup d’État qui instaura le régime de l’Estado Novo et à la suite duquel Getúlio Vargas imposa son pouvoir dictatorial sur le Brésil. Rui Facó, que ce coup d’État fasciste surprit en plein militantisme politique, sera pendant un temps incarcéré à Salvador. Les persécutions de l’Estado Novo certes freineront, mais n’interromperont pas l’action militante de Rui Facó ; il y avait toujours en effet quelque publication dûment enregistrée au DIP (Departamento de Imprensa e Propaganda, officine de propagande de Getúlio Vargas) mais se trouvant aux mains de la gauche et à laquelle Rui Facó apportait sa collaboration, p.ex. les revues Seiva et Flama à Bahia. C’est dans ces années également qu’il épousa Júlia Guedes, ancienne condisciple et camarade de lutte à la faculté de droit.
Entre-temps, en 1944, le père Gustavo Facó avait quitté Beberibe avec sa famille pour s’installer à Pacajus.
Les années de la Deuxième Guerre mondiale furent une période de forte turbulence dans l’État de la Bahia, qui voyait les navires brésiliens se faire envoyer par le fond au large de ses côtes et en subissait les contrecoups. À Salvador, comme dans d’autres villes du Brésil, des failles commençaient à apparaître dans la répression policière et dans l’emprise exercée par le régime fasciste, créant de meilleures possibilités d’action pour le mouvement démocratique. Rui Facó, tantôt comme secrétaire d’un journal réactionnaire, tantôt comme rédacteur à la revue communiste Seiva, accomplit alors un intense travail de propagande.

### Rio de Janeiro et Moscou
La guerre terminée, Rui Facó alla s’installer à Rio de Janeiro avec sa femme et son fils Paulo. La démocratisation du pays et la légalisation du parti communiste lui permirent de se vouer pleinement au travail culturel révolutionnaire. Il devint bientôt membre de la rédaction de A Classe Operária, en plus de collaborer à d’autres journaux et revues populaires.
Le parti communiste cependant fut bientôt mis hors la loi par le général Eurico Gaspar Dutra : les députés communistes furent renvoyés du parlement, et une persécution fut à nouveau lancée contre les communistes, avec son lot d’emprisonnements, de tortures et d’assassinats. Ce contexte de répression porta Rui Facó à préférer l’exil et de partir en 1952, en compagnie de sa femme Júlia, pour un séjour en Union soviétique, où il travailla, ainsi que sa femme, à Radio Moscou. Ce fut une période d’intense apprentissage ; il s’avisa de certaines erreurs commises en Union soviétique dans l’édification du socialisme, en particulier les préjudices occasionnés, dans le champ de la création artistique et littéraire et dans la recherche en sciences sociales, par le culte de la personnalité. Il vécut en URSS jusqu’à la mort de sa compagne en 1958, puis s’en retourna au Brésil.

### Retour à Rio de Janeiro

L'hebdomadaire Novos Rumos, auquel collaborait Rui Faco, était l'un des principaux organes de communication du PC brésilien.

En mars 1958, dans le sillage des révélations de Khrouchtchev sur la période stalinienne et de la crise provoquée par ces révélations au sein du PCB, Alberto Matos Guimarães, Giocondo Dias et Armênio Guedes, militants du PCB, publièrent en 1958 leur Déclaration de Mars, qui conduira le parti à changer d’orientation politique. Peu de temps après fut fondé à Rio de Janeiro, le 26 février 1959, l’hebdomadaire Novos Rumos (litt. nouvelles destinations, nouveaux caps) comme le nouvel organe de communication du Parti communiste brésilien. Dès son retour à Rio de Janeiro, Rui Facó rejoignit la rédaction de la nouvelle revue. Novos Rumos se voulait informatif et engagé, pouvait à l’occasion se révéler élégamment pamphlétaire, mais était en réalité totalement aligné sur la doctrine du PCB, c’est-à-dire avait pour objectif d’informer et de former, et de servir les stratégies de lutte pour le pouvoir, contre le système capitaliste et la menace impérialiste extérieure, et pour la défense des intérêts du prolétariat en accord avec les principes du marxisme-léninisme — avec pour devise « Nationalisme, démocratie et socialisme ». L’environnement de l’époque en était un d’état de guerre idéologique et sociale, et le positionnement éditorial traduit bien le climat tendu, belligérant, de conspiration et d’affrontement potentiel entre les classes. Rui Facó néanmoins prônait la négociation et s’efforçait de trouver des points de convergence. À la tête de l’hebdomadaire se trouvaient Mário Alves, directeur, Orlando Bonﬁm Jr., rédacteur en chef, et Fragmon Carlos Borges, secrétaire ; les rédacteurs en étaient, outre Rui Facó, Almir Matos, Josué Almeida, Paulo Mota Lima et Maria da Graça Dutra, Luiz Mario Gazzaneo faisant office de chef de rédaction. Novos Rumos, qui clôturait le mercredi et était distribué le jeudi, bénéficiait d’une diffusion nationale et, s’il était au service du plan de communication du Parti communiste brésilien (PCB), pour lors dénommé Parti communiste du Brésil (PC do B), restait cependant un organe semi-ofﬁciel, attendu que la rédaction garderait, et de fait garda, une ample liberté rédactionnelle ; il cessa bientôt d’être un journal purement théorique, comme l’avait été A Voz Operária (litt. la Voix ouvrière), et se mua en un journal d’information, mais avec une orientation politique bien définie, exprimée notamment dans les éditoriaux. Novos Rumos était considéré comme l’un des journaux de gauche les plus importants du Brésil, à côté de A Classe Operária, de A Voz Operária, auquel il succéda, et de A Imprensa Popular, tous au demeurant fondés par le PCB. Son tirage atteignait les soixante à soixante-dix mille exemplaires.
Une chose qui unissait le secrétaire Fragmon Carlos Borges et Rui Facó était, hormis leur amitié, l’intérêt pour la question rurale, en particulier la réforme agraire, thème de nombreux reportages et éditoriaux dans Novos Rumos. Borges dénonçait le système latifundiaire au Brésil, et en fera le sujet de quantité d’articles, essais et reportages dans la revue de gauche Estudos Sociais. Rui Facó, qui fut pour Borges une sorte de réviseur de ses écrits sur ce sujet, écrivit lui-même dans Novos Rumos :

« Ce n’est que lentement que le problème de la terre a été, pour le PCB, compris comme un problème fondamental de la revolution brésilienne. Le parti traînait encore avec lui le poids des inﬂuences anarchistes, qui n’avait d’yeux que pour le prolétariat moderne, l’ouvrier d’usine, sans songer combien il était impérieux pour celui-ci de posséder des alliés, nombreux et fermes, dans son long cheminement vers le pouvoir. De plus, à l’exception des sociaux-démocrates russes, les autres socialistes méprisaient les travailleurs ruraux. Pourtant, le marxisme-léninisme détenait déjà, élaborés, les principes de l’alliance ouvriers-paysans, avec les premiers travaux fondamentaux de Marx et Engels, développés ensuite par Lénine dans sa polémique avec Plekhanov, lequel sous-estimait le rôle des masses paysannes dans la révolution prolétaire . »

Et de rappeler, dans le même article, la position du PCB concernant la lutte ouvrière et les masses paysannes :

« L’une des tâches les plus importantes du PCB est de prendre la direction de la lutte des paysans en cours de développement, et, pour l’obtenir, de gagner leur confiance révolutionnaire, et de s’assurer ainsi, dans leurs masses pauvres et moyennes, un allié pour la classe ouvrière. »

En 1959, Rui Facó participa également au projet de journal quotidien Hoje, qui ne dura cependant que quarante jours. Le directeur en était Almir Matos, le rédacteur en chef Luiz Mario Gazzaneo, Armênio Guedes le secrétaire graphique, et Carlos Marighella et Luiz Carlos Prestes les coordinateurs. Le journal s’engagea dans la campagne électorale en cours en soutenant le maréchal Henrique Teixeira Lott contre Jânio da Silva Quadros, ce dernier du reste déjà dûment éreinté auparavant par Novos Rumos. Da Silva Quadros toutefois sortit vainqueur du scrutin et le journal cessa de paraître.
Gazzaneo, dans un témoignage des années 1990, se rappela Rui Facó comme quelqu’un de fort discret, mince de taille, qui ne fumait pas, buvait avec modération, avait des habitudes alimentaires très saines, prenait soin de son corps, s’habillait avec élégance, et avait un état d’esprit excellent (« uma mente ótima »).
En 1961, Fragmon Carlos Borges fut arrêté par la police de Rio de Janeiro, au motif qu’il était éditeur et reporter au journal de gauche Novos Rumos.

### Mort accidentelle dans les Andes
Le 5 mars 1963, Rui Facó quitta Rio de Janeiro pour un périple qui devait le conduire à travers toute l’Amérique latine. Son but était de rédiger pour Novos Rumos une série de grands reportages sur les réalités et les problèmes sociaux et politiques dans le Cône Sud, en collectant avec minutie un ensemble de données et en enregistrant des faits et des témoignages sur place. Sa destination finale aurait dû être, suppose-t-on, la Havane ; en tant que délégué du PCB, il devait y participer à un événement public en appui à la révolution cubaine. Ainsi, il se rendit d’abord à Buenos Aires, ensuite à Santiago du Chili, d’où il s’envola pour La Paz en Bolivie, avec une dernière escale à Arica, dans l’extrême nord du Chili. Cependant, l’avion, de type Douglas DC-6B, répondant au vol n° 915 de la compagnie Lloyd Aéreo Boliviano, qui avait décollé de l’aéroport d’Arica le 15 mars 1963 à 13h27, alla s’abîmer contre des rochers près du volcan chilien Tacora, un peu au-delà de la frontière péruvienne. Dans l’accident, provoqué par de détestables conditions atmosphériques — les fortes turbulences sont communes dans la partie occidentale de la cordillère des Andes —, périrent tous les 39 occupants de l’appareil (36 passagers et 3 membres d’équipage).
La malemort frappa Rui Facó en pleine activité d’écriture. Outre l’œuvre déjà accomplie dans les années précédentes — deux livres, dont un publié et un autre prêt à l’être, et plusieurs essais —, Rui Facó avait nombre de projets et travaillait déjà à en réaliser certains.
Les funérailles de Rui Facó n’eurent lieu que bon nombre de jours plus tard, en raison du lent et laborieux transfert de ses restes. Gazzaneo dut se rendre au Chili pour y mener personnellement l’opération de transfert. Rui Facó fut inhumé au cimetière Saint-Jean-Baptiste (São João Batista) de Rio de Janeiro, en présence de centaines de communistes, parmi lesquels Dias Gomes, Milton Pedrosa, Luiz Carlos Prestes, Di  Cavalcanti et Carlos Marighella. C’est à Marighella, en qualité de représentant du PCB, que fut confié le soin de prononcer le dernier salut. 
Le 31 mars 1964, les militaires prennent le pouvoir à la faveur d’un coup d’État et instaurent une dictature. Cet événement signifiera la mort de l’hebdomadaire Novos Rumos, détruit par le nouveau régime.
L’année 2013, à la fois centenaire de la naissance du journaliste et cinquantenaire de sa mort, fut proclamée « année Rui Facó » par le député céarien Paulo Facó (PT do B-CE). Dans ce cadre se tiendra un séminaire consacré à sa vie et son œuvre, et la rédaction d’une biographie de Rui Facó sera confiée au journaliste et professeur à l’université fédérale du Ceará Luís-Sérgio Santos.

## Œuvre et postérité
En plus d’être un élément fédérateur au sein du Parti communiste brésilien et d’avoir mis sa production intellectuelle au service des grandes causes sociales défendues par ce parti, Rui Facó était aussi un idéologue pointu, doué d’une grande capacité de formulation et très versé dans la rédaction claire et cohérente de la doctrine de son parti, et accessoirement, un réviseur des textes de ses camarades, voire, à l’occasion, un nègre littéraire, y compris pour Prestes, Marighella et Giocondo Dias.
Rui Facó écrivait à la machine à écrire, avec vélocité, et y passait une partie de la nuit, il est vrai selon des horaires réguliers. Dans sa jeunesse, il écrivait également de belles lettres d’amour dans le contexte de liaisons alors relativement platoniques, dans le meilleur style romantique. Il s’essaya même à l’écriture poétique, composant, en hommage à sa femme Júlia Guedes, des vers romantiquement politisés et imprégnés d’idées utopiques.
Rui Facó fut l’auteur, outre d’une multitude d’articles et d’essais parus dans la presse de gauche, de deux ouvrages, dont l’un parut à titre posthume. Ce sont : Brasil Século XX, rédigé à la demande d’un éditeur argentin, puis traduit en plusieurs langues, dont l’espagnol, le russe, l’italien et le tchèque, et dans lequel la situation du Brésil était analysée avec minutie et appréciée au regard du courant politique et idéologique auquel appartenait son auteur ; et Cangaceiros e Fanáticos, qui fut publié quelques semaines après sa mort, mais en était déjà au stade de deuxième relecture des épreuves et devait être lancé peu de jours après son retour au pays. 
Ce dernier ouvrage relate et analyse le phénomène du cangaço (type particulier de banditisme rural ayant sévi dans les sertões du Nordeste, et dont le type le plus accompli fut le dénommé Lampião), ainsi qu’une série de trois mouvements religieux millénaristes, la communauté de Canudos, le Juazeiro de Padre Cícero et le Caldeirão du prêtre laïc Zé Lourenço. Le livre inspira le metteur en scène Glauber Rocha pour son film devenu classique le Dieu noir et le Diable blond (titre port. Deus e o Diabo na Terra do Sol). Le style balance entre journalisme factuel et essai, sans jamais céder à l’académisme, et a indéniablement été inﬂuencé par la manière d’Euclides da Cunha et de Graciliano Ramos.
Rui Facó voulut, dans ce livre, mettre en question la lecture officielle sur le rôle et la portée politique de ces luttes survenues dans les campagnes nordestines, luttes qualifiées d’accès de mysticisme ou, pour quelques auteurs, dénotant tout au plus une volonté de résistance passive. Rui Facó met en avant, pour construire une thèse sans doute contestable, mais avec une grande limpidité, les motivations selon lui politiquement revendicatives desdits mouvements, sans pour autant ignorer l’élément de fanatisme religieux dont étaient assurément empreints tant Canudos que le Juazeiro du Padre Cícero et le Caldeirão de Zé Lourenço. Le fondateur et chef de Canudos, Antônio Conselheiro lui-même, canonisé autant qu’écrasé par la prose foisonnante que lui consacra Da Cunha, présente, selon Facó, un incontestable côté guérillero et révolutionnaire, comme en témoigne notamment ce qu’écrivit à son propos le journal O País, de Rio de Janeiro, en février 1897, à savoir que le Conselheiro « commença à inciter le peuple à ne pas payer d’impôts ». Si le professeur Leonilde Servolo Medeiros critique cette grille de lecture, elle reconnaît que « Rui Facó fut l’un de ces constructeurs de l’image du paysan brésilien : un homme de son temps, profondément plongé dans les débats de son époque. (…) La concentration de la propriété de la terre apparaît à l’auteur de Cangaceiros e Fanáticos comme la clef d’interprétation essentielle. » Rui Facó par ailleurs observe :

« (...) de la même façon qu’il fut mis un terme au régime esclavagiste, en dépit des innombrables manœuvres, résistances et obstacles opposés par les détenteurs d’esclaves et de l’appui prêté à ceux-ci par l’État, la marche des événements au Brésil et dans le monde ne s’accorde plus avec la structure agraire pourrie subsistant dans le pays. »

Le livre inspira à Francisco Pereira da Silva la pièce de théâtre O Chão dos Penitentes, qui connut sa première à Rio de Janeiro en 1965 et évoquait la ﬁgure controversée de Padre Cícero.
Cangaceiros e Fanáticos est sans doute ce qui sauve Rui Facó de l’oubli ; sans cet ouvrage, il n’aurait pas aujourd’hui l’importance qu’il a acquise comme référence intellectuelle. Pourtant, même la presse céarienne de l’époque négligea de signaler sa mort, que ce fût en raison de sa qualité de communiste encarté, ou par simple erreur de jugement, ou par pure méconnaissance. La troisième édition de Cangaceiros e Fanáticos figura dans la liste des meilleures ventes de livres à Rio de Janeiro pendant de longues semaines, selon ce qu’atteste la presse locale.

### Écrits de Rui Facó
- (pt) Brasil Século XX, Vitória, Rio de Janeiro, 1960.
- (pt) Cangaceiros e Fanáticos, éd. établie par Carlos Nelson Coutinho, préfacée par Leonilde Servolo Medeiros, Editora da Universidade Federal do Rio de Janeiro, 2008. Édité précédemment dans la coll. Civilização Brasileira, Edições UFC, 1980. Première publication aux éd. Livraria São José, Rio de Janeiro, 1963.

### Ouvrages et articles sur Rui Facó
- (pt) Luís-Sérgio Santos, Rui Facó — O Homem e sua Missão, 2e édition, coédition de Omni Editora et de la Fundação Astrojildo Pereira, Fortaleza, 2014. Source principale du présent article.
- (pt) Rui Facó: uma perspectiva marxista na explicação do Brésil, article de Milton Pinheiro à propos de Brasil Século XX, consultable en ligne.